# Picot verd comú
El picot verd (Picus viridis) és un ocell de l'ordre dels piciformes que és resident tot l'any a Catalunya i el País Valencià i on es troba amplament distribuït, tot i que en baixes densitats. És el més conegut dels pigots dels Països Catalans. És difícil de veure i més de fotografiar.

## Morfologia
Mesura entre 30 i 32 cm de llargada i 42 d'envergadura. Pesa uns 170 g. Els principals trets morfològics que el caracteritzen són el carpó groc llimona, el dors verdós i les primàries de les ales puntejades en blanc. El mascle té roig viu al cap, amb característic bigoti negre i vermell. La femella és més apagada i sense vermell al bigoti. Els joves tenen taques blanques al dors i taques fosques al cap, coll i parts inferiors. Un seguit de trets anatòmics denoten l'adaptació de consumidor secundari especialitzat d'invertebrats d'àrees forestals, per la qual cosa empra una llengua protàctil, una ramfoteca duríssima i un gran paquet muscular cefàlic.

## Ecologia
Presenta una distribució restringida a Euràsia (Albània, Andorra, Armènia, Àustria, l'Azerbaidjan, Belarús, Bèlgica, Bòsnia i Hercegovina, Bulgària, Croàcia, Txèquia, Dinamarca, Estònia, França, Geòrgia, Alemanya, Grècia, Hongria, l'Iran, l'Iraq, Itàlia, Letònia, Liechtenstein, Lituània, Luxemburg, Macedònia del Nord, Moldàvia, Montenegro, els Països Baixos, Noruega, Polònia, Portugal, Romania, Rússia, Sèrbia, Eslovàquia, Eslovènia, la península Ibèrica, Suècia, Suïssa, Turquia, Ucraïna i el Regne Unit) però estretament emparentada amb dues altres formes de pícids de l'Àfrica del Nord i Àsia. És itinerant a Finlàndia, Gibraltar, Irlanda i Malta.
Es troba a Catalunya i el País Valencià, on és sedentari i n'hi ha unes 50.000 parelles. Manca a les Balears, i a les zones litorals del centre i sud del País Valencià, sense arbres. La màxima densitat l'assoleix als secans amb arbres dispersos de la plana de Lleida.
És el menys forestal dels pícids grossos. En zones poc arbrades prefereix boscos de ribera. Tot l'any és fàcilment audible, fins i tot a força distància, pel seu característic renill al qual s'afegeix un menys freqüent tamborinat produït en repicar amb el bec contra les soques seques i arbres morts. Quan hom el pot observar enfilar-se per les tiges dels arbres, sempre de forma ascendent, notarà que ho fa amb el cap dret tot mirant endavant. El vol és marcadament ondulat i no gaire alt, en què es mostra el conspicu groc del carpó. Grimpa amb les extremitats zigodàctiles i es recolza amb la cua enforcada de plomes curtes, rígides i punxegudes, sense les quals es faria molt difícil de dur a terme la tasca ecològica d'explotador de larves xilòfagues d'insectes.
Menja sovint a terra, molt més que els altres pícids, on captura principalment formigues i també escarabats i mosques. És aleshores quan hom se'l pot veure en els anomenats "banys de formigues".
Encabeix el niu, un forat rodó, el qual no basteix pas interiorment, en gairebé qualsevol altura i qualsevol arbre (fins i tot en pals de telèfons). A l'abril hi pon de cinc a set ous.

## Taxonomia
Es reconeixen tres subespècies:
- Picus viridis innominatus (Zarudni i Loudon, 1905).[5] Sud-oest de l'Iran: muntanyes Zagros[6]
- Picus viridis karelini (Brandt, 1841).[7] Des d'Itàlia fins a Bulgària, l'Àsia Menor, el Caucas, l'Iran i el Turkmenistan[6]
- Picus viridis viridis (Linnaeus, 1758).[8] Des de les Illes Britàniques fins a Escandinàvia, Rússia, França, els Balcans i la mar Negra[6]

Basant-se en estudis filogeogràfics i filogenètics, la anteriorment subespècie Picus viridis sharpei (H. Saunders, 1872). àmpliament distribuïda per la península Ibèrica, incloent-hi els Pirineus va ser separada i elevada a la categoria d'espècie com a Picus sharpei (picot verd ibèric).

## Galeria
- Vídeo d'un picot verd en territori francès

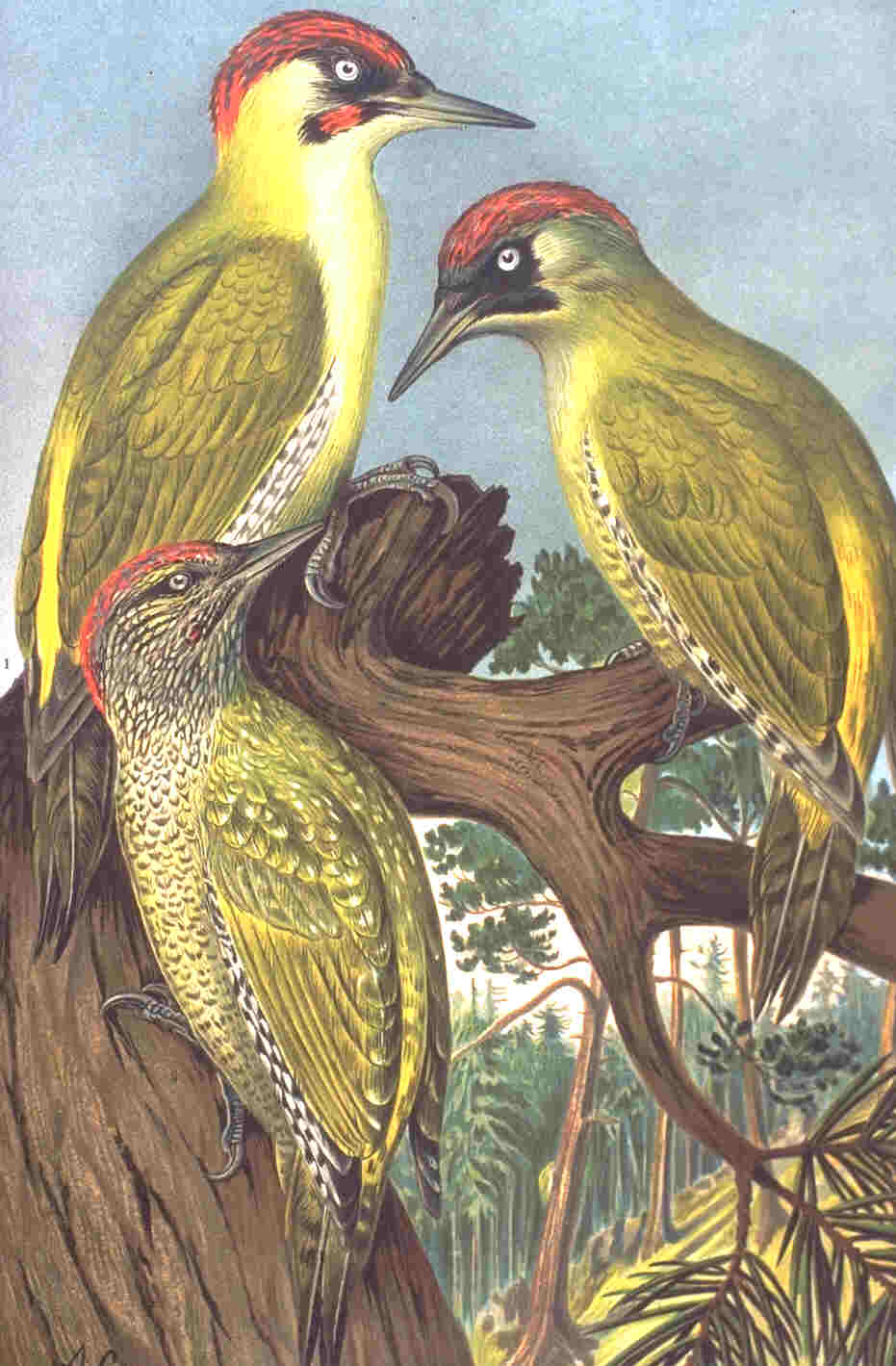
Il·lustració de l'any 1901
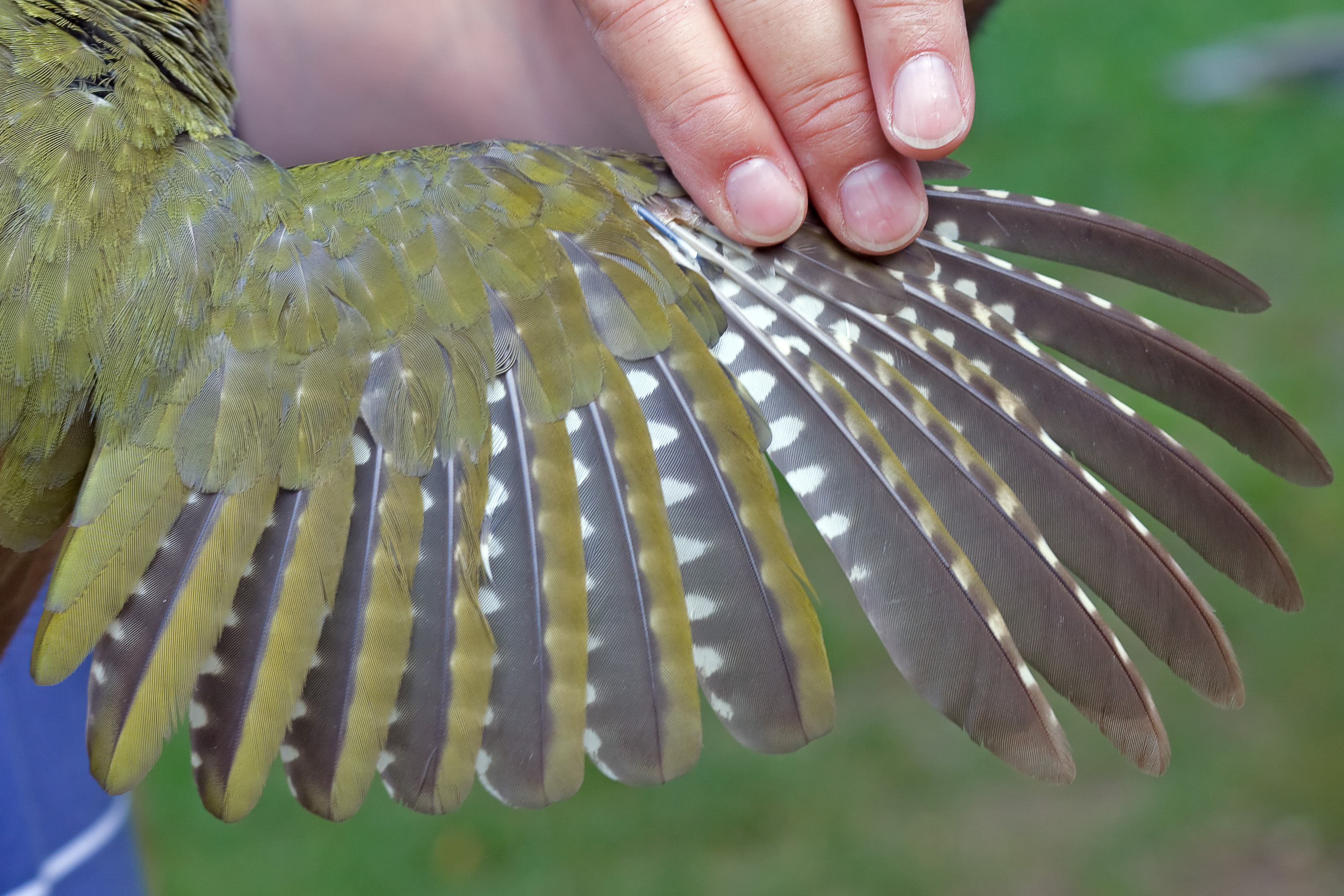
Ala dreta d'un mascle